# Phướn đất nhỏ
Morococcyx erythropygus (tên tiếng Anh: Phướn đất nhỏ) là một loài cu cu trong chi đơn loài Morococcyx trong họ Cuculidae. Loài này được tìm thấy ở Costa Rica, El Salvador, Guatemala, Honduras, México, và Nicaragua. Môi trường sinh sống tự nhiên của nó là những khu rừng nhiệt đới hoặc cận nhiệt đới khô, cây bụi khô nhiệt đới hoặc cận nhiệt đới, và rừng trước đây suy thoái nặng.

## Phân loài
- Morococcyx erythropygus erythropygus
- Morococcyx erythropygus mexicanus